# Kardámyla
Kardámyla (Kardamyla) är en ort i Grekland.   Den ligger i prefekturen Chios och regionen Nordegeiska öarna, i den östra delen av landet, 220 km öster om huvudstaden Aten. Kardámyla ligger 62 meter över havet och antalet invånare är 710. Den ligger på ön Chios.
Terrängen runt Kardámyla är huvudsakligen kuperad, men åt nordost är den platt. Havet är nära Kardámyla åt nordost.  Närmaste större samhälle är Chios, 18,2 km söder om Kardámyla. Trakten runt Kardámyla består i huvudsak av gräsmarker.